# Баумгартен, Евгений Карлович
Евгений Карлович Баумгартен (нем. Eugen Nikolai von Baumgarten; 1817—1880) — русский генерал-лейтенант, участник Кавказской войны.

## Биография
Родился в Костроме 21 апреля (3 мая) 1817 года в семье костромского губернатора Карла Ивановича Баумгартена.
Из Пажеского корпуса в 1834 году в чине прапорщика был выпущен в Лейб-гвардии Конную артиллерию. В 1838 году поступил в Императорскую военную академию, где оставался до конца 1840 года.
Зачисленный вслед затем в Генеральный штаб, принял участие в делах против горцев на Кавказе и получил за отличие ордена: Св. Анны 4-й степени и 3-й степени с бантом. По возвращении с Кавказа состоял два года (1851—1853) адъюнкт-профессором военной академии; с 1854 года был инспектором классов Александровского сиротского кадетского корпуса в Москве.
В августе 1862 года был произведён в генерал-майоры; 1 мая 1864 определён на должность директора 1-го Санкт-Петербургского кадетского корпуса, переустроенного в 1-ю Санкт-Петербургскую военную гимназию. Тринадцатилетняя деятельность Баумгартена в качестве директора оставила о нём лучшую память, как об отличном педагоге и воспитателе.
5 июня 1877 года он был назначен членом Военно-учёного комитета Главного штаба и в этом звании за отличие получил 1 января 1878 года чин генерал-лейтенанта.
Умер 16 (28) сентября 1880 года. Похоронен на Смоленском лютеранском кладбище в Санкт-Петербурге.

## Награды
- Орден Святой Анны 4-й степени «За храбрость» (1843);
- Орден Святой Анны 3-й степени с бантом (1844);
- Орден Святого Владимира 4-й степени (1848);
- Орден Святого Станислава 2-й степени (1858);
- Орден Святого Станислава 1-й степени (1866);
- Орден Святой Анны 1-й степени с мечами над орденом (1868);
- Императорская корона к ордену Святой Анны 1-й степени (1870);
- Орден Святого Владимира 2-й степени (1872).

Иностранные:
- австрийский Орден Железной короны 2-й степени (1852).

## Семья
С 22 октября 1845 года был женат на Елизавете Андреевне Месарош (Messaros; 25.06.1828—07.01.1898).